# Tracy Reid
Pour les articles homonymes, voir Reid.
Tracy Reid, née le 1er novembre 1976, est une ancienne joueuse américaine professionnelle de basket-ball.

## Biographie
Reid évolua à l'Université de Caroline du Nord dont elle sortit diplômé en 1998. Sélectionnée par le Sting de Charlotte au premier tour (7e choix) de la draft 1998, Reid a obtenu le trophée de WNBA Rookie of the Year.
Après trois saisons avec les Sting, Reid fut transféré au Sol de Miami. Elle joua aussi avec le Mercury de Phoenix et les Comets de Houston.

## Palmarès
- Rookie de l'année de la saison 1998[1]